# Astragalus echinus
Astragalus echinus es una especie de planta del género Astragalus, de la familia de las leguminosas, orden Fabales.

## Distribución
Astragalus echinus se distribuye por Chipre, Líbano, Siria, Palestina, Arabia Saudita, Sinaí y Turquía.

## Taxonomía
Fue descrita científicamente por (DC.) D. Podl. Fue publicado en Astragalogia 197 (ed. quarto), no. 92, t. 34 (1802).